# Концерт МакSим в Олимпийском
Концерт МакSим в Олимпийском прошёл 22 марта 2008 года и был выпущен отдельным изданием на DVD. В концерте с живым звуком принимали участие 15 специально приглашённых музыкантов. Режиссёр концерта — Герман Садченков. Концерт вошёл в рейтинг самых успешных концертов на российской эстраде в 2008 году; в некоторых СМИ количество зрителей даже называлось рекордным для российского исполнителя — 18 000, другие называют цифру в 12 000. Концерт сопровождался некоторым ажиотажем среди поклонников.

## Оформление сцены
Оформление сцены было в основном рассчитано на подростковую аудиторию: «было задействовано все, что можно было отыскать в девичьих школьных анкетах,— цветочки, перышки, плюшевые мишки, стихи и мальчики». МакSим появилась на сцене в платье принцессы; в оформлении был также использован прозрачный рояль и различные пиротехнические эффекты. Подтанцовка, по мнению рецензентов, отвлекала внимание зрителей от самой певицы.

## DVD
В издание на DVD, вышедшем в мае 2008 года, вошли все номера концерта, а бонусом стал документальный фильм о подготовке концерта под обманчивым названием «Секретов нет», который также впоследствии вошёл в бонусный DVD к альбому «Одиночка». Не стоит смотреть его в надежде разведать секреты или подглядеть какие-то эмоции — это подробный, но довольно предсказуемый видеоотчет из-за кулис «Олимпийского».

## Реакция критики
Алексей Мажаев из InterMedia дал DVD среднюю оценку и поставил ему оценку в три балла из пяти. По его мнению, на концерте была неудачная сценография и постановка номеров, которая отвлекала зрителей от песен, а сам диск будет интересен поклонникам в «моменты, когда певица взволнованно кусает губы. Живые человеческие эмоции — куда более сильный спецэффект, чем экипированная до зубов подтанцовка».
В журнале Time Out диск получил положительную оценку (4 балла из 5). В издании писали, что «Последний её [МакSим] альбом „Мой рай“ слегка напоминает американский колледж-рок 90-х — трогательную музыку, которую писали чувственные студентки и исполняли под переборы электрогитар. На концерте в схожих аранжировках звучат и старые вещи, а в целом впечатление почти сюрреалистическое: колледж-рок на русском языке, на стадионе, с кордебалетом и под визг фанаток».

## Список композиций
| Номер трека | Название трека     | Автор(ы)                                             |
| ----------- | ------------------ | ---------------------------------------------------- |
| 1           | Небо цвета молока  | Марина Максимова, Виктория Которова, Стельмачёнок А. |
| 2           | Секретов нет       | Марина Максимова                                     |
| 3           | Нежность           | Марина Максимова                                     |
| 4           | Ветром стать       | Марина Максимова                                     |
| 5           | Мой рай            | Марина Максимова                                     |
| 6           | Open Air Sochi     | Марина Максимова                                     |
| 7           | Трудный возраст    | Марина Максимова                                     |
| 8           | Не отдам           | Марина Максимова                                     |
| 9           | Отпускаю           | Марина Максимова, Алсу Ишметова                      |
| 10          | Любовь             | Марина Максимова, Виктория Которова                  |
| 11          | Лолита             | Марина Максимова, Алсу Ишметова, Марат Паритов       |
| 12          | Сон                | Марина Максимова, Алсу Ишметова                      |
| 13          | Сантиметры дыханья | Марина Максимова                                     |
| 14          | Чужой              | Марина Максимова                                     |
| 15          | Звезда             | Марина Максимова                                     |
| 16          | Пам-парам          | Марина Максимова, группа «Pro-Z»                     |
| 17          | Зима               | Марина Максимова, Елена Гребнева,                    |
| 18          | Лучшая ночь        | Марина Максимова, Дмитрий Комаров                    |
| 19          | Научусь летать     | Марина Максимова                                     |
| 20          | Знаешь ли ты       | Марина Максимова                                     |
| 21          | Трудный возраст    | Марина Максимова                                     |
| 22          | Мой рай            | Марина Максимова                                     |

- Треки 21, 22 исполнены на бис.